# Pavilly
Pavilly település Franciaországban, Seine-Maritime megyében. Lakosainak száma 6095 fő (2022. január 1.). Pavilly Barentin, Bouville, Fresquiennes, Goupillières, Limésy, Mesnil-Panneville és Sainte-Austreberthe községekkel határos.

## Népesség
A település népességének változása:
| Lakosok száma | 6272 | 6345 | 6421 | 6308 | 6260 | 6212 | 6164 | 6121 | 6095 |
|               | 2013 | 2015 | 2016 | 2017 | 2018 | 2019 | 2020 | 2021 | 2022 |